# Pegaspargase
Pegaspargase /pəˈɡæspərɡeɪz/, tên thương mại Oncaspar, là một biến đổi enzyme sử dụng như một thuốc chống ung thư đại lý. Nó là một dạng của L-asparaginase  đã trải qua PEGylation. Thuốc được sản xuất bởi Exelead, Inc.
Nó được sử dụng trong điều trị bệnh bạch cầu lymphoblastic cấp tính.